# Vellexon-Queutrey-et-Vaudey
Vellexon-Queutrey-et-Vaudey är en kommun i departementet Haute-Saône i regionen Bourgogne-Franche-Comté i östra Frankrike. Kommunen ligger i kantonen Fresne-Saint-Mamès som tillhör arrondissementet Vesoul. År 2022 hade Vellexon-Queutrey-et-Vaudey 476 invånare.

## Befolkningsutveckling
Antalet invånare i kommunen Vellexon-Queutrey-et-Vaudey
| Referens: INSEE |